# Pyrrhocoroidea
Super-famille
Les Pyrrhocoroidea sont une super-famille d'insectes hémiptères hétéroptères (punaises), de l'infra-ordre des Pentatomomorpha. Elle contient deux familles, les Pyrrhocoridae et les Largidae, avec une septantaine de genres et un peu moins de 700 espèces. 

## Description
Ces punaises terrestres, souvent de couleurs vives, se caractérisent par des antennes à 4 articles, parfois relativement courtes, par l'absence d'ocelles sur le vertex entre les yeux, et des tarses de 3 articles. Le mesosternum est caréné. Les membranes des ailes ont des cellules basales, et au moins 7 veines rayonnant à partir de celles-ci. Les trichobothries abdominales présentent une disposition particulière. Taille modérée à très grande, allant de 8 à 55 mm.

## Répartition
Les membres de cette super-famille se rencontrent dans la plupart des grandes écozones biogéographiques, avec la plus grande concentration dans les zones tropicales et subtropicales,.

## Biologie
Ces punaises phytophages (sauf quelques exceptions d'espèces prédatrices) se nourrissent de graines, de fruits ou de fluides végétaux. Certaines se rencontrent plutôt au sol, cherchant des graines tombées, d'autres dans les buissons et les arbres.
Une analyse a permis d'identifier que c'est l'évolution de leur microbiote intestinal particulier, acquis entre −86 et −81 millions d'années (Crétacé supérieur) qui, en leur rendant possible la digestion de graines toxiques de Malvales, a permis aux Pyrrhocoridae de se diversifier de manière importante dans une niche écologique à faible compétition alimentaire.

## Systématique
La super-famille est établie à partir de Southwood en 1956 en réunissant les deux familles des Pyrrhocoridae et des Largidae. La plupart des dernières études phylogénétiques ont conclu à la monophylie de ce regroupement, à l'exception de Li et al. (2005). Par contre, son positionnement à l'intérieur des Pentatomomorpha reste encore très discuté, avec différents résultats et hypothèses, les plaçant comme groupe-frère tantôt des Lygaeoidea,, tantôt des Coreoidea, tantôt de ces deux super-familles ensemble. 

### Liste des familles
Selon ITIS (12 juillet 2022), NCBI (12 juillet 2022),  Species File (12 juillet 2022) :
- famille Largidae Amyot & Serville, 1843
- famille Pyrrhocoridae Fieber, 1860

### Fossiles
Des fossiles ont été trouvés, dont 4 espèces rattachées aux Pyrrhocoridae, mais également un genre avec 11 espèces placé directement dans les Pyrrhocoroidea, sans famille associée. 
Genre fossile selon BioLib (12 juillet 2022) :
- genre †Rhepocoris Scudder, 1890

## Galerie

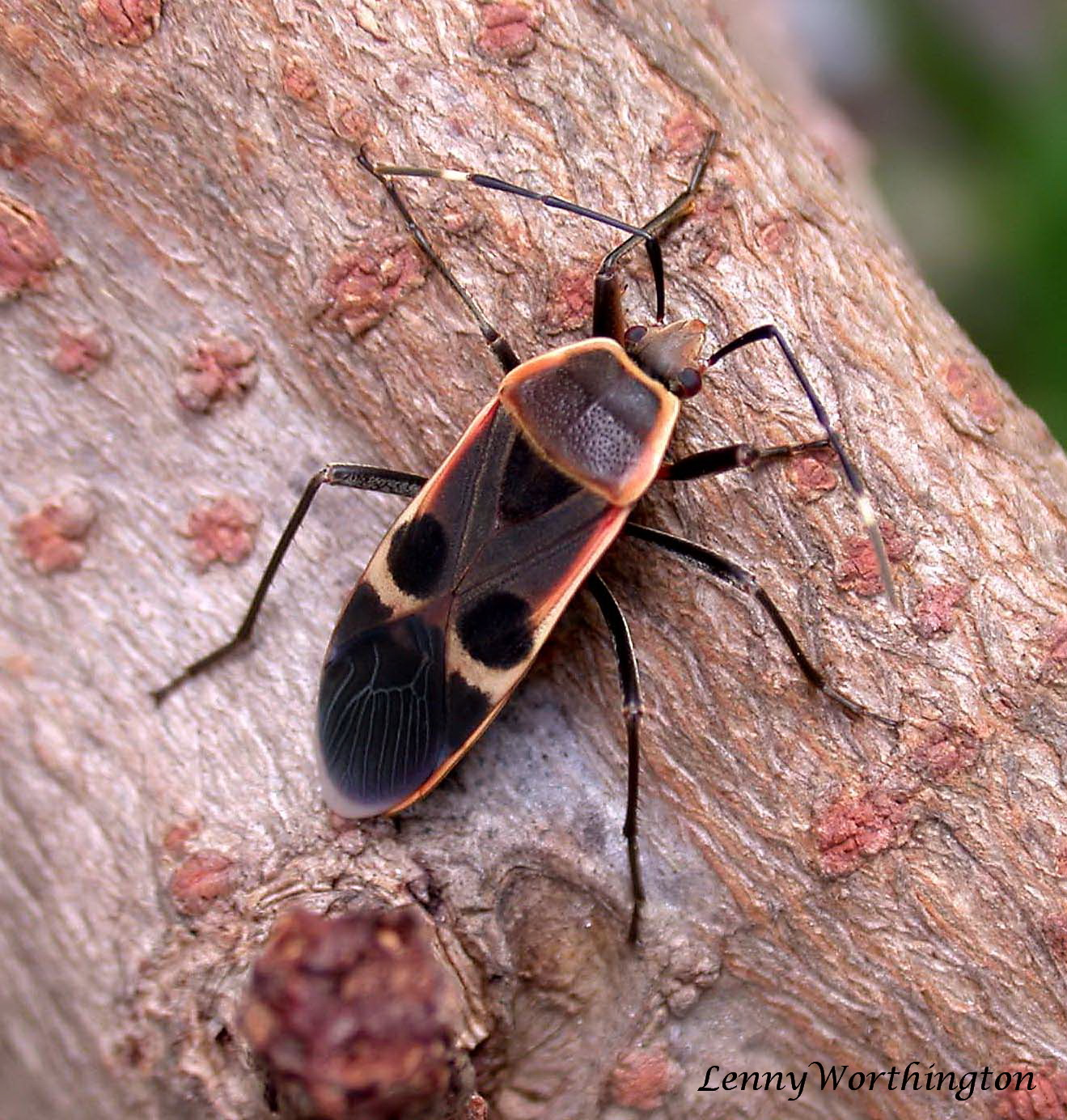
Largidae : Physopelta gutta, Physopeltinae, Thaïlande
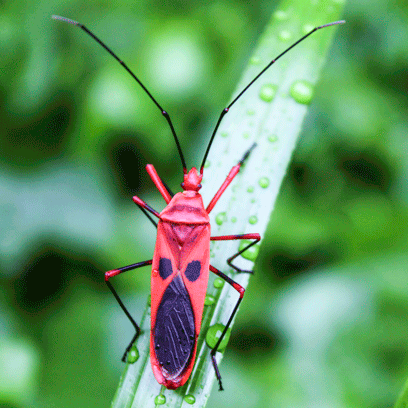
Largidae: Macrocheraia grandis, Bangladesh
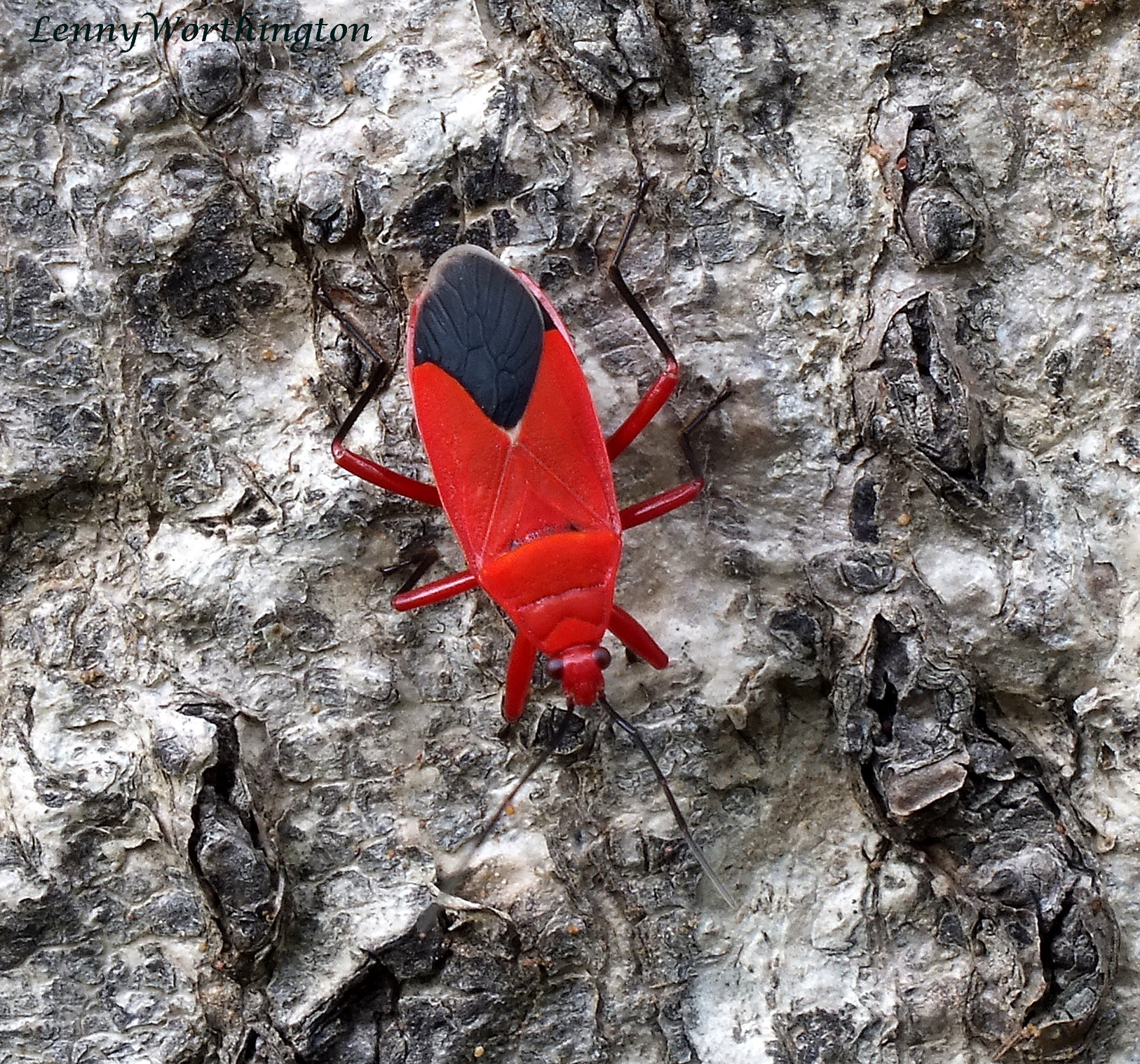
Pyrrhocoridae : Antilochus coquebertii, Thaïlande
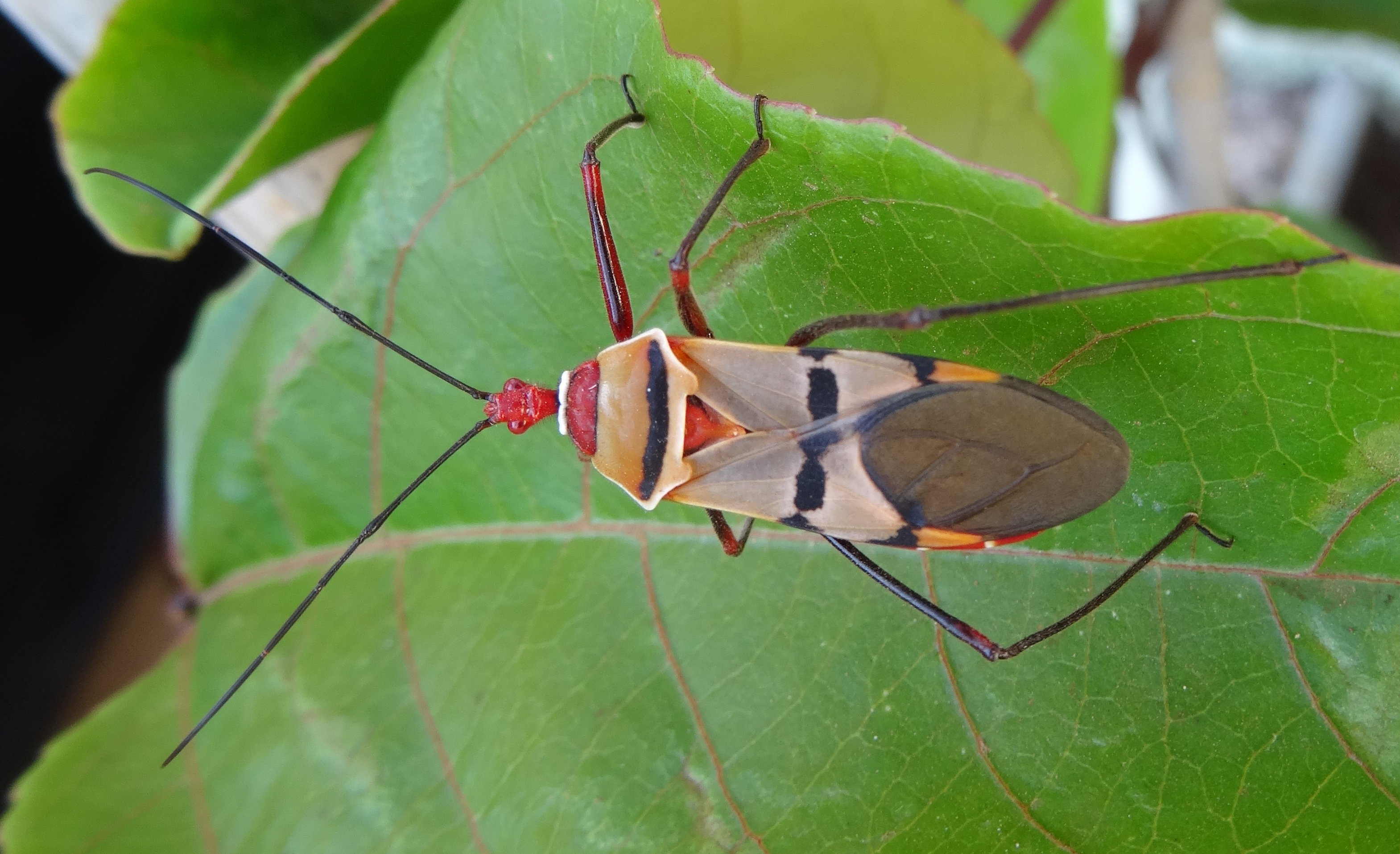
Pyrrhocoridae : Dysdercus decussatus, Mozambique
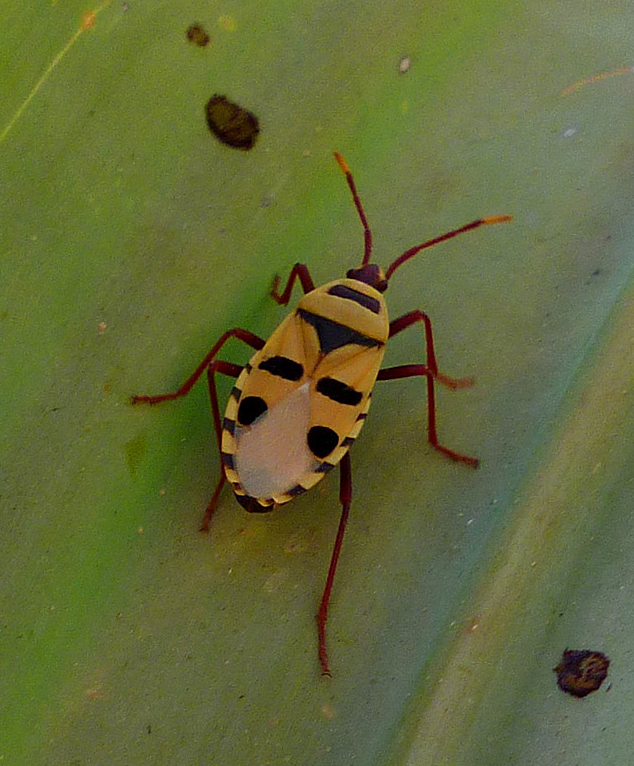
Pyrrhocoridae : Probergrothius angolensis, Angola, principal pollinisateur de Weltwitschia mirabilis.
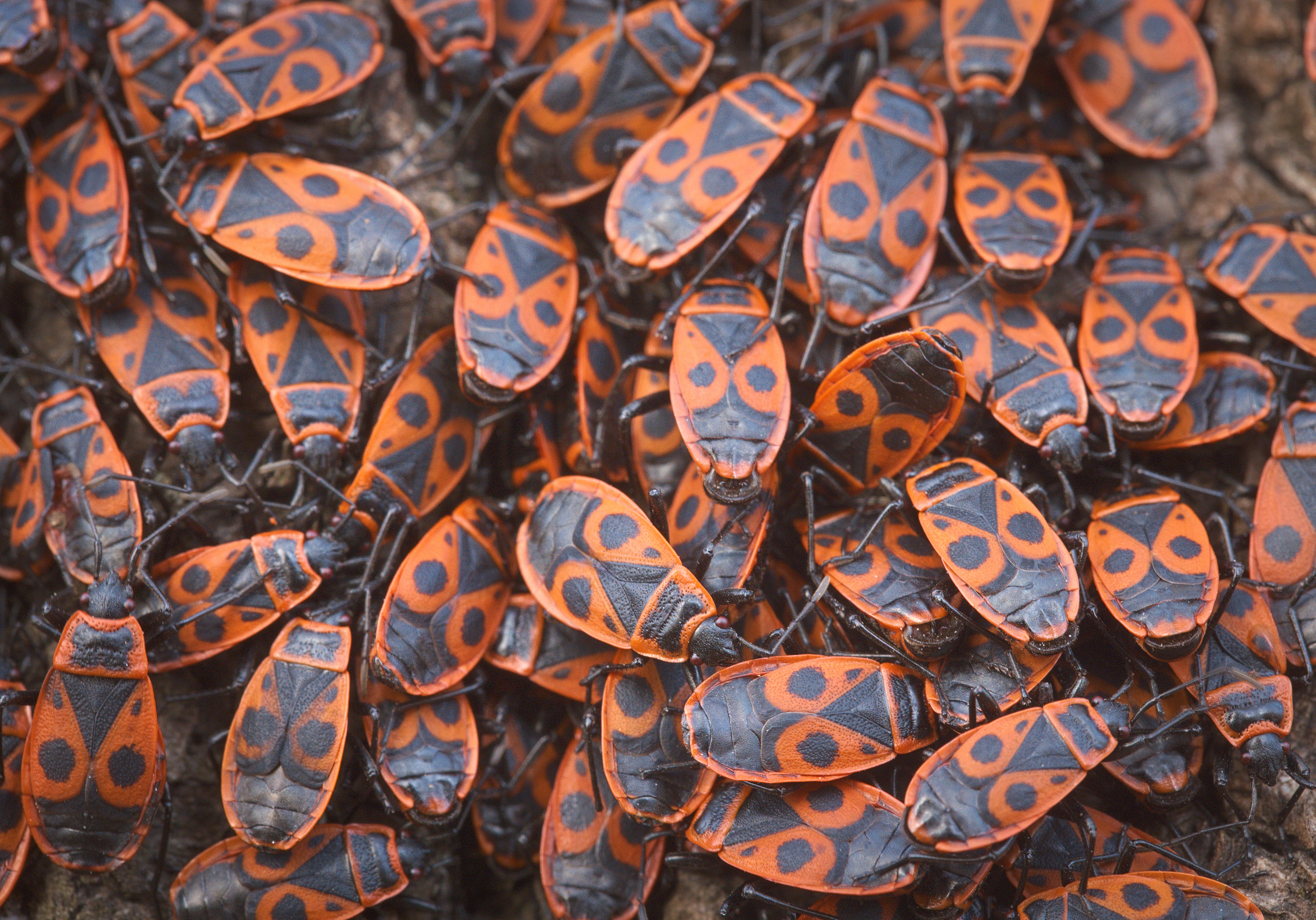
Pyrrhocoridae : regroupement de « Gendarmes  » (Pyrrhocoris apterus)
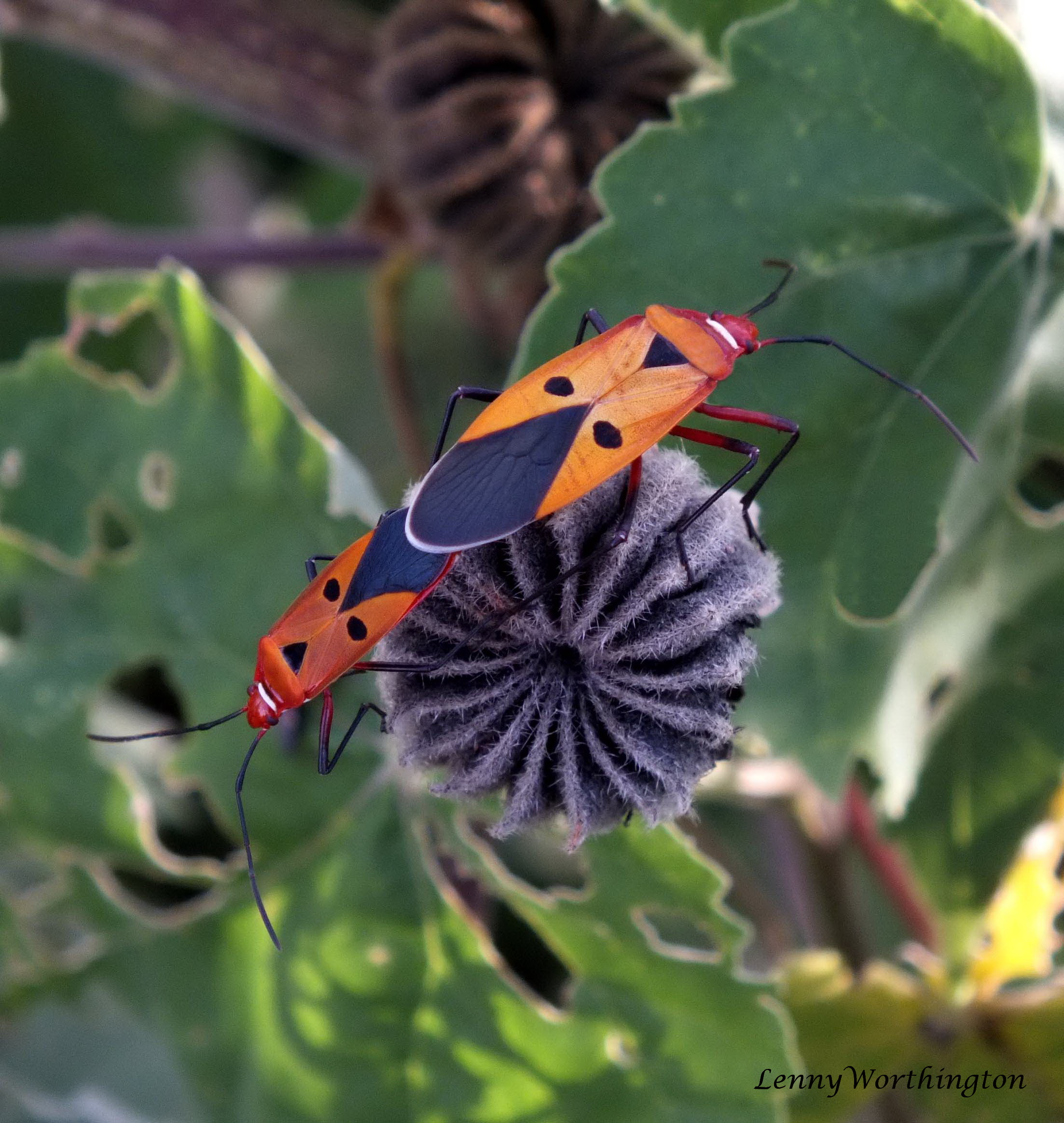
Pyrrhocoridae : Dysdercus cingulatus, accouplement, Thaïlande